# Arnold Milch
Arnold Milch (ur. 14 lutego 1903, zm. 4 sierpnia 1949) – niemiecki zbrodniarz nazistowski, kapo w niemieckim obozie koncentracyjnym Groß-Rosen.

## Życiorys
Należał do Komunistycznej Partii Niemiec, za co został aresztowany. W latach 1938–1940 przebywał w obozach koncentracyjnych Sachsenhausen i Oranienburg, później w latach 1940–1944 w obozie w Groß-Rosen i od sierpnia 1944 roku do kwietnia 1945 w obozie Mühldorf w Górnej Bawarii. W pierwszych dwóch obozach nie pełnił żadnych funkcji, ale już w Mettenheim było kapem.
W czasie składania zeznań jeszcze przed procesem Milcha świadkowie zeznawali wielokrotnie, że „Pippel” wielokrotnie wieszał ludzi. Do jednego z takich zdarzeń doszło 22 lipca 1944 roku około godziny 19. Powieszeni zostali wówczas za morderstwo: Niemiec Bruno Rösz, Polak Henryk Hinz, Łotysz Eugen Kauschil i Niemiec Emil Radtke. Porucznik polskich sił powietrznych Zbigniew Miarecki, więzień z Groß-Rosen, mówił o nim, że był największym postrachem dla współwięźniów. Jego brutalność i potworne obchodzenie się były znane wśród wszystkich współwięźniów. Miarecki był świadkiem powieszenia przez Milcha 14-letniego Rosjanina. Więźniowie zeznawali, że pętle na szyję zakładał Milch. Byli więźniowie wspominają też często, że Milch nosił zielony trójkąt, co oznaczało, że był przestępcą zawodowym.
W czasie rozprawy świadkowie podawali więcej szczegółów. Prawie każdy ze świadków wspominał, że Milch wieszał bardzo dużo ludzi, w szczególności Polaków, Niemców i Rosjan (Emil Konrad).

## Aresztowanie i proces
W roku 1947 Milch znalazł się w miejscowości Mühldorf, gdzie podawał się za więźnia obozu Mühldorf Arno von der Milcha, ale nie pojawił się na procesie załogi KL Mühldorf (nazywanym „US vs. Franz Auer i inni”) odbywającym się w Dachau. Na jego trop wpadł miejscowy urzędnik Otto Grötzinger, współpracujący z byłymi więźniami obozu Mühldorf (niektórzy z nich wcześniej byli w Groß-Rosen). Więźniowie opowiadali Grötzingerowi, że w obozie był kapo o nazwisku Milch, ale o imieniu Arnold i bez dodatków w postaci von i der. Więźniowie zwracali uwagę, że Milch był bardzo okrutnym kapem i też powinien zasiąść na ławie oskarżonych. Grötzinger 6 czerwca 1947 roku zaprowadził Milcha na posterunek policji, gdzie został aresztowany, a następnie przekazany władzom wojskowym. Początkowo sprawa Milcha trafiła do niemieckiego sądu w Mühldorf, lecz przerwano go z nieznanego powodu. Milch został przetransportowany do Polski i oddany Najwyższemu Trybunałowi Narodowemu w Warszawie. 7 marca 1948 roku trafił do prokuratury w Świdnicy. Dostał numer 150/48. Przed sądem stanął 30 marca, a sędzią był sędzia Ożarowski. Milch do zarzutów się nie przyznawał i cały czas utrzymywał, że był więźniem jak każdy inny. Po kilku miesiącach do sędziego zgłosił się inny osadzony kapo w świdnickim więzieniu Stanisław Olczyk. Złożył on obszerne zeznania o popełnionych przez Milcha zbrodniach w obozie Groß-Rosen w latach 1941–1945. Proces Milcha po raz drugi ruszył 8 lub 18 stycznia 1949 roku o godzinie 13:45. Podczas procesu zeznawało siedmioro mężczyzn: Józef Doliński zeznał, że Milch dobijał na terenie krematorium osoby, które po wstrzyknięciu śmiertelnego zastrzyku jeszcze przez pewien czas żyły. Miał to robić przy pomocy łopaty. Świadek zeznał też, że Milch przynajmniej dwa razy wykopał pod skazanym stołek spod nóg na szubienicy. Kazimierz Szostak, drugi świadek potwierdza wcześniejsze zeznania: Był wykonawcą wszelkich zleceń SS-mańskich. Brał udział w egzekucjach przed całym obozem – zakładał stryczki i wykopywał stołki spod nóg. Kolejni świadkowie: Władysław Sikorski i Jerzy Jędrzejczyk mówili: 

Arnold Milch palił ludzi w krematorium. Brał udział w egzekucjach, co sprawiało mu ogromną przyjemność. Latem 1943 roku brał udział w egzekucji więźnia, który był skazany za ucieczkę z obozu. Satysfakcja, z jaką zakładał pętle podejrzanemu, wywołała oburzenie współwięźniów, nawet i Niemców. W miesiącach sierpień-wrzesień 1943 roku brał udział w egzekucjach więźniów z Poznańskiego. Koledzy, którzy pracowali w pobliżu krematorium mówili, że wielokrotnie widzieli Arnolda Milcha wykonującego wyroki.

Piąty świadek, osadzony Janusz Olczyk, po raz kolejny wspominał egzekucję czterech osób skazanych za morderstwo starszego obozowego Kaisera: 

Milch wykopał im stołki, co nie było jego obowiązkiem. (...) Do wytrącania stołków spod nóg skazanych oraz do egzekucji więźniowie zgłaszali się dobrowolnie.

Kolejny świadek, Bolesław Białek, mówił: 

(...) Osiągnął stanowisko pomocnika kapo poprzez wysługiwanie się obozowym władzom niemieckim, przez bicie i dobijanie więźniów. Odznaczał się on w obozie wielką siłą fizyczną, zwłaszcza siłą rąk, i jako zezwierzęcony i zbydlęcony typ człowieka o niskiej inteligencji wysługiwał się SS-manom, a w szczególności przez to że dobijał więźniów chorych i słabych i bił w żołądek, w szczęki i w ogóle, a ponieważ był bardzo silny, nie ulegało wątpliwości, że każdy uderzony przez niego więzień zginąć musiał natychmiast, lub w kilka dni po uderzeniu.

Białek twierdzi, że w ten sposób zginąć mogło nawet stu więźniów.
Kolejny, Mieczysław Mołdawa, w zeznaniach potwierdza słowa wcześniejszych świadków. Ostatnim świadkiem był Jan Cesarski. Tak jak Mołdawa powtarza wcześniejsze zeznania.
Przewód sądowy zakończył się o godzinie 20:35. Sędzia Eugeniusz Chromicki orzekł karę śmierci. Wyrok przez powieszenie wykonano 4 sierpnia 1949 roku.